# Allodapula palliceps
Allodapula palliceps är en biart som först beskrevs av Heinrich Friese 1924.  Allodapula palliceps ingår i släktet Allodapula och familjen långtungebin. Inga underarter finns listade i Catalogue of Life.